# Podbanské
Podbanské (německy Untergruben, maďarsky Podbanszkó) je osada na Slovensku, v druhé polovině 20. století a na počátku 21. století tvoří administrativně jednu z městských částí města Vysoké Tatry.
Založeno bylo v roce 1871, má nadmořskou výšku 940 m, část osady je součástí vesnice Pribylina.